# Liste der Gesamtersten im MLB Draft
Die Liste der Gesamtersten im MLB Draft stellt alle Spieler dar, die von 1965 bis heute in der Baseball-Liga Major League Baseball (MLB) im MLB Draft als erste Spieler ausgewählt wurden.
| Jahr | Spieler           | Team                  | Position           | Schule                                       |
| ---- | ----------------- | --------------------- | ------------------ | -------------------------------------------- |
| 1965 | Rick Monday       | Kansas City Athletics | Outfielder         | Arizona State University                     |
| 1966 | Steve Chilcott    | New York Mets         | Catcher            | Antelope Valley High School (CA)             |
| 1967 | Ron Blomberg      | New York Yankees      | First Baseman      | Druid Hills High School (GA)                 |
| 1968 | Tim Foli          | New York Mets         | Shortstop          | Notre Dame High School (CA)                  |
| 1969 | Jeff Burroughs    | Washington Senators   | Outfielder         | Woodrow Wilson Classical High School (CA)    |
| 1970 | Mike Ivie         | San Diego Padres      | Catcher            | Walker High School (GA)                      |
| 1971 | Danny Goodwin     | Chicago White Sox     | Catcher            | Peoria High School (IL)                      |
| 1972 | Dave Roberts      | San Diego Padres      | Third Baseman      | University of Oregon                         |
| 1973 | David Clyde       | Texas Rangers         | Pitcher            | Westchester High School (TX)                 |
| 1974 | Bill Almon        | San Diego Padres      | Shortstop          | Brown University                             |
| 1975 | Danny Goodwin     | California Angels     | Catcher            | Southern University                          |
| 1976 | Floyd Bannister   | Houston Astros        | Pitcher            | Arizona State University                     |
| 1977 | Harold Baines     | Chicago White Sox     | Outfielder         | St. Michaels Middle/High School (MD)         |
| 1978 | Bob Horner        | Atlanta Braves        | Third Baseman      | Arizona State University                     |
| 1979 | Al Chambers       | Seattle Mariners      | Outfielder         | John Harris High School (PA)                 |
| 1980 | Darryl Strawberry | New York Mets         | Outfielder         | Crenshaw High School (CA)                    |
| 1981 | Mike Moore        | Seattle Mariners      | Pitcher            | Oral Roberts University                      |
| 1982 | Shawon Dunston    | Chicago Cubs          | Shortstop          | Thomas Jefferson High School (NY)            |
| 1983 | Tim Belcher       | Minnesota Twins       | Pitcher            | Mount Vernon Nazarene University             |
| 1984 | Shawn Abner       | New York Mets         | Outfielder         | Mechanicsburg Area Senior High School (PA)   |
| 1985 | B.J. Surhoff      | Milwaukee Brewers     | Catcher            | University of North Carolina                 |
| 1986 | Jeff King         | Pittsburgh Pirates    | Third Baseman      | University of Arkansas                       |
| 1987 | Ken Griffey Jr.   | Seattle Mariners      | Outfielder         | Moeller High School (OH)                     |
| 1988 | Andy Benes        | San Diego Padres      | Pitcher            | University of Evansville                     |
| 1989 | Ben McDonald      | Baltimore Orioles     | Pitcher            | Louisiana State University                   |
| 1990 | Chipper Jones     | Atlanta Braves        | Shortstop          | Bolles High School (FL)                      |
| 1991 | Brien Taylor      | New York Yankees      | Pitcher            | East Carteret High School (NC)               |
| 1992 | Phil Nevin        | Houston Astros        | Third Baseman      | California State University, Fullerton       |
| 1993 | Alex Rodriguez    | Seattle Mariners      | Shortstop          | Westminster Christian High School (FL)       |
| 1994 | Paul Wilson       | New York Mets         | Pitcher            | Florida State University                     |
| 1995 | Darin Erstad      | California Angels     | Outfielder         | University of Nebraska–Lincoln               |
| 1996 | Kris Benson       | Pittsburgh Pirates    | Pitcher            | Clemson University                           |
| 1997 | Matt Anderson     | Detroit Tigers        | Pitcher            | Rice University                              |
| 1998 | Pat Burrell       | Philadelphia Phillies | Outfielder         | University of Miami                          |
| 1999 | Josh Hamilton     | Tampa Bay Devil Rays  | Outfielder         | Athens Drive High School (NC)                |
| 2000 | Adrián González   | Florida Marlins       | First Baseman      | Eastlake High School (CA)                    |
| 2001 | Joe Mauer         | Minnesota Twins       | Catcher            | Cretin-Derham Hall High School (MN)          |
| 2002 | Bryan Bullington  | Pittsburgh Pirates    | Pitcher            | Ball State University                        |
| 2003 | Delmon Young      | Tampa Bay Devil Rays  | Outfielder         | Adolfo Camarillo High School (CA)            |
| 2004 | Matt Bush         | San Diego Padres      | Shortstop          | Mission Bay Senior High School (CA)          |
| 2005 | Justin Upton      | Arizona Diamondbacks  | Shortstop          | Great Bridge High School (VA)                |
| 2006 | Luke Hochevar     | Kansas City Royals    | Pitcher            | Fort Worth Cats                              |
| 2007 | David Price       | Tampa Bay Rays        | Pitcher            | Vanderbilt University                        |
| 2008 | Tim Beckham       | Tampa Bay Rays        | Shortstop          | Griffin High School (GA)                     |
| 2009 | Stephen Strasburg | Washington Nationals  | Pitcher            | San Diego State University                   |
| 2010 | Bryce Harper      | Washington Nationals  | Outfielder/Catcher | College of Southern Nevada                   |
| 2011 | Gerrit Cole       | Pittsburgh Pirates    | Pitcher            | University of California, Los Angeles        |
| 2012 | Carlos Correa     | Houston Astros        | Shortstop          | Puerto Rico Baseball Academy and High School |
| 2013 | Mark Appel        | Houston Astros        | Pitcher            | Stanford University                          |
| 2014 | Brady Aiken       | Houston Astros        | Pitcher            | Cathedral Catholic High School (CA)          |
| 2015 | Dansby Swanson    | Arizona Diamondbacks  | Shortstop          | Vanderbilt University                        |
| 2016 | Mickey Moniak     | Philadelphia Phillies | Outfielder         | La Costa Canyon High School (CA)             |
| 2017 | Royce Lewis       | Minnesota Twins       | Shortstop          | JSerra Catholic High School (CA)             |
| 2018 | Casey Mize        | Detroit Tigers        | Pitcher            | Auburn University                            |
| 2019 | Adley Rutschman   | Baltimore Orioles     | Catcher            | Oregon State University                      |
| 2020 | Spencer Torkelson | Detroit Tigers        | Third Baseman      | Arizona State University                     |
| 2021 | Henry Davis       | Pittsburgh Pirates    | Catcher            | University of Louisville                     |
| 2022 | Jackson Holliday  | Baltimore Orioles     | Shortstop          | Stillwater High School (OK)                  |
| 2023 | Paul Skenes       | Pittsburgh Pirates    | Pitcher            | Louisiana State University (LA)              |